# Füstös rigó
A füstös rigó (Turdus nigrescens) a madarak osztályának verébalakúak (Passeriformes) rendjébe és a rigófélék (Turdidae) családjába tartozó faj.

## Rendszerezése
A fajt Jean Cabanis német ornitológus írta le 1860-ban.

## Előfordulása
Közép-Amerikában, Costa Rica és Panama területén honos. A természetes élőhelye szubtrópusi és trópusi hegyi esőerdők, magaslati cserjések és gyepek, valamint szántóföldek. Állandó, nem vonuló faj.

## Megjelenése
Testhossza 26 centiméter, testtömege 96 gramm.

## Életmódja
Rovarokkal és pókokkal, valamint bogyókkal és magvakkal táplálkozik.